# Bermuda-Engelfisch
Der Bermuda-Engelfisch (Holacanthus bermudensis), auch Bermuda-Kaiserfisch oder Blauer Engelfisch genannt, ist eine Fischart aus der Familie der Kaiserfische (Pomacanthidae). Er kommt im tropischen Westatlantik von den Bermudas über die Bahamas, die Küste des südlichen Florida, bis zum Golf von Mexiko, südlich bis zur Küste Yucatans vor.

## Merkmale
Der Bermuda-Engelfisch erreicht eine durchschnittliche Länge von 35 cm, die Maximallänge liegt bei 45 cm. Er hat einen hochrückigen, seitlich stark abgeflachten, blaugrünlich gefärbten Körper und ähnelt stark seinem nächsten Verwandten, dem Königin-Engelfisch (Holacanthus ciliaris). Im fehlt jedoch dessen leuchtend blauer Ring um den dunklen Stirnfleck. Die weichstrahligen Abschnitte von Rücken- und Afterflosse sowie die Schwanzflosse haben breite gelbe Ränder.
Ihre Jungtiere haben jedoch eine völlig andere Färbung. Junge Bermuda-Engelfische sind dunkelblau, mit einer gelben Schwanzflosse und etwas gelb auf den übrigen Flossen. Darüber hinaus zeigen sie senkrechte blaue Streifen auf den Körperseiten. Mit zunehmendem Alter verblassen die Streifen, die Körperfarbe wird heller und es entwickeln sich die braunen und grünen Farbtöne.

## Lebensweise
Bermuda-Engelfische leben in Fels- und Korallenriffen in Tiefen von einem bis etwa 90 Metern. Meist werden die Fische in Tiefen von 5 bis 25 Metern beobachtet. Jungfische bevorzugen geschützte Bereiche, wie Innenriffe. Bermuda-Engelfische ernähren sich hauptsächlich von Schwämmen, aber auch Manteltiere, Quallen, Korallenpolypen, Plankton, Würmer, kleine Krebstiere und Algen werden gefressen. Eier und Larven sind pelagisch. Die Jungfische gehen mit einer Länge von zwei Zentimeter zum riffgebundenen Leben der ausgewachsenen Fische über. 
Der Bermuda-Engelfisch hybridisiert mit dem Königin-Engelfisch (Holacanthus ciliaris). Die Hybriden wurden 1914 irrtümlich als eigenständige Art beschrieben (Holacanthus townsendi).